# Animal (canción de Miike Snow)
Animal es una canción de la banda sueca de indie Miike Snow. Fue el sencillo debut y primero extraído de su álbum homónimo. Su primer lanzamiento fue lanzado previamente a la edición de su álbum debut el 17 de febrero de 2009 y su segundo lanzamiento, acompañado de versiones remezcladas, fue en julio de 2009.
Alcanzó el puesto #98 en el UK Singles Chart.

## Video musical
La primera versión del videoclip fue dirigida por Sebastian Mlynarski y su segunda versión contó con la dirección de Anthony Dickenson.
En esta versión intenta darle un estilo más artístico y tecnológico, introduciendo formas arquitectónicas y maquetas, y un curioso juego de pantallas e iluminación.

## Listado de canciones
| CDr, Single, Promo |                  |          |  |
| N.º                | Título           | Duración |  |
| 1.                 | «Animal»         | 4:24     |  |
| 2.                 | «Billie Holiday» | 4:01     |  |

| CDr, Single, Promo |                              |          |  |
| N.º                | Título                       | Duración |  |
| 1.                 | «Animal» (Radio Edit)        | 3:40     |  |
| 2.                 | «Animal» (Versión del álbum) | 4:28     |  |
| 3.                 | «Animal» (Instrumental)      | 4:25     |  |

| EP – Descarga digital |                                |          |  |
| N.º                   | Título                         | Duración |  |
| 1.                    | «Animal» (Fake Blood Remix)    | 5:06     |  |
| 2.                    | «Animal» (Crookers Remix)      | 3:22     |  |
| 3.                    | «Animal» (Style of Eye Remix)  | 7:58     |  |
| 4.                    | «Animal» (Punks Jump Up Remix) | 5:21     |  |
| 5.                    | «Animal» (Fred Falke Remix)    | 8:45     |  |

| CDr, Promo |                                       |          |  |
| N.º        | Título                                | Duración |  |
| 1.         | «Animal» (Peter Bjorn and John Remix) | 3:59     |  |
| 2.         | «Animal» (Mark Ronson Remix)          | 4:33     |  |
| 3.         | «Animal» (Mark Ronson Vs Ticklah Dub) | 4:58     |  |

## Posicionamiento en listas y certificaciones

### Listas semanales
| Lista (2009)                           | Mejor posición |
| -------------------------------------- | -------------- |
| Escocia (Scottish Singles Sales Chart) | 50             |
| Reino Unido (UK Singles Chart)         | 98             |
| Rusia (Tophit Airplay)                 | 297            |
| Suiza (Schweizer Airplay Chart)        | 80             |

### Certificaciones
| País           | Organismo certificador | Certificación | Ventas  | Ref.   |
| -------------- | ---------------------- | ------------- | ------- | ------ |
| Estados Unidos | RIAA                   | Platino       | 1 000   | [ 14 ] |
| Reino Unido    | BPI                    | Plata         | 200 000 | [ 15 ] |